# اندرو اف. شوپل
اندرو فرانک شوپل (به انگلیسی: Andrew Frank Schoeppel) سناتور سابق عضو حزب جمهوری‌خواه ایالات متحده آمریکا بود. وی در سال ۱۹۴۹ تا ۱۹۶۲ میلادی سناتور ایالت کانزاس در سنای ایالات متحده آمریکا بود.